# USS LST-690
O USS LST-690 foi um navio de guerra norte-americano da classe LST que operou durante a Segunda Guerra Mundial.